# Jimi Hope
Jimi Hope, nascido Koffi Senaya, (Lomé, 12 de outubro de 1956 — Paris, 5 de agosto de 2019) foi um músico, pintor e escultor togolês que tornou-se conhecido pela primeira vez através do grupo Acide Rock.